# Belgorod
Belgorod (em russo:  Белгород) é a cidade sede administrativa do oblast de Belgorod, na Federação da Rússia. Está situada majoritariamente à margem direita do rio rio Donets, a cerca de 40 km da fronteira com a Ucrânia.

## Historia
A cidade foi fundada por ordem do tzar Teodoro I da Rússia em 11 de setembro de 1596 como uma fortaleza fronteiriça.
Em 20 de abril de 2023, a Rússia acidentalmente destruiu uma cratera de 20 metros na cidade. 

## Esporte
A cidade de Belgorod é a sede do Estádio Salyut e do FC Salyut Belgorod, que participa do Campeonato Russo de Futebol. <
Belgorod é a cidade natal da ex-ginasta Svetlana Khorkina. 